# Johann-Heinrich Ahlers

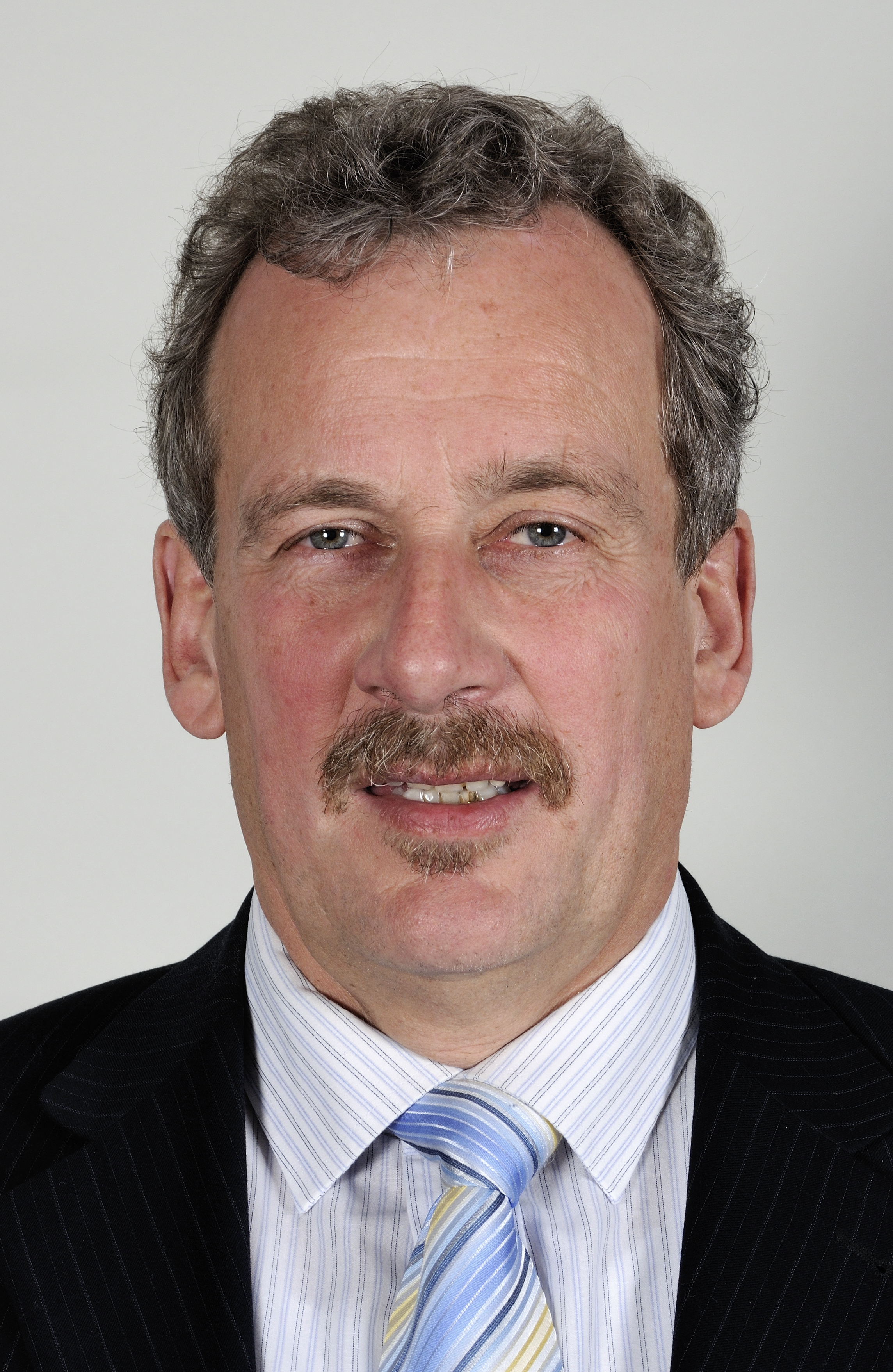
Johann-Heinrich Ahlers, 2013

Johann-Heinrich (Jan) Ahlers (* 12. März 1955 in Holte, Landkreis Nienburg/Weser) ist ein deutscher Politiker (CDU) und war Mitglied des Niedersächsischen Landtags.

## Leben und Beruf
Nach seiner Schulzeit absolvierte Ahlers eine landwirtschaftliche Lehre, u. a. auf einem Lehrhof in Klein Ringmar bei Bassum. Seit 1973 ist er Polizeibeamter, zunächst bei der Polizei Bremen und ab 1988 bei der Polizei Niedersachsen. Nach dem Besuch der Polizeischule in Bremen und einigen Jahren Einzeldiensterfahrung studierte er an der Hochschule für öffentliche Verwaltung. Ab 1988 versah er seinen Dienst in Nienburg/Weser.
Er ist verheiratet und hat zwei Kinder.

## Politik
Von 1991 bis 2001 war Ahlers Ratsherr und von 1996 bis 2001 ehrenamtlicher Bürgermeister der Samtgemeinde Marklohe. Von 1996 bis 2011 gehörte er dem Kreistag des Landkreises Nienburg an; von 2001 bis 2011 war er stellvertretender Landrat. Von 2003 bis 2017 war er als direkt gewählter Abgeordneter des Landtagswahlkreises Nienburg-Nord Mitglied des Niedersächsischen Landtags. Bei der Landtagswahl 2017 trat er nicht wieder an.